# Лейбург, Александр Юрьевич
Александр Юрьевич Лейбург (23 октября (4 ноября) 1890, предположительно Таврическая губерния — 17 сентября 1966) — полковник Генштаба Белого движения, командир 36-й отдельной самокатной ротой, секретарь управления внутренними делами Временного Приамурского правительства; мемуарист, в эмиграции работал учителем.

## Биография
Александр Лейбург родился 23 октября (4 ноября) 1890 года в г. Симферополе Таврической губернии. Родители Юрий Юрьевич Лейбург и Анна Карловна Лейбург были переселенцами из Эстонии в Крым в 1860-х годах.
Данные о его биографии, по состоянию на 2018 год, отрывочны. Известно, что в царской армии он являлся командиром 36-й отдельной самокатной роты и был произведён в штабс-капитаны. Еще в звании подпоручика в январе 1915 года, во время Первой мировой войны, получает ранение и помещается в 15-й эвакуационный госпиталь г. Москвы.
С 1918 года он участвовал в Гражданской войне на Востоке России: по данным на декабрь, воевал в 1-м Енисейском казачьем полку, состоя командиром пулемётной команды. Затем Лейбург был произведён в капитаны, причём с последующим переименованием в казачьи есаулы. В конце 1918 года, во время Минусинского крестьянского восстания, он находился в самом Минусинске и активно участвовал в подавлении данного мятежа.
В начале 1919 года Александр Юрьевич был командирован в младший класс ускоренных курсов четвёртой очереди Военной академии Генерального штаба в Томск. По окончании обучения, 30 апреля, он был отправлен в распоряжение генерал-квартирмейстера Ставки Верховного главнокомандующего: попал на Южный Урал, где получил назначение на должность старшего адъютанта Оренбургской казачьей пластунской дивизии. Летом того же, 1919, года Александр Лейбург являлся начальником штаба пластунской дивизии.

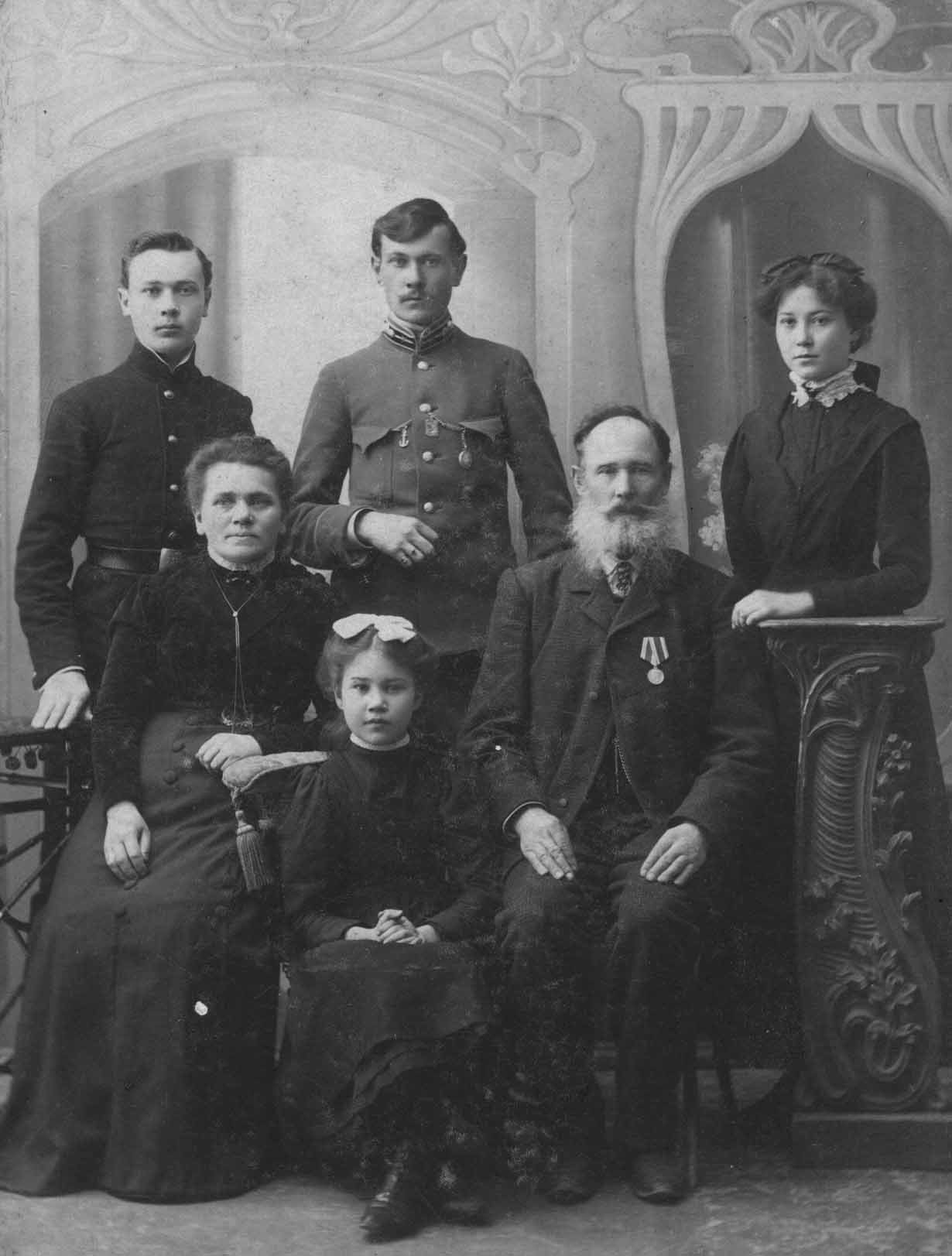
Александр Лейбург с семьей. г. Симферополь, прибл. 1910 г.

В дальнейшем Александр Юрьевич участвовал в Голодном походе Белой армии в Семиречье. По его мнению ответственны за развал армии в тот период были командарм и его начальник штаба, которые «заботились лишь о своих собственных удобствах и удовольствиях: в то время, когда больная Армия находилась перед лицом новых тяжёлых испытаний, Командующий Армией находил возможным устраивать балы (Кокчетав и Акмолинск)». В 1921 году Лейбург был причислен к Генеральному штабу приказом главнокомандующего всеми вооруженными силами Российской Восточной Окраины. Был произведён в полковники «за боевые отличия».
Тогда же Лейбург переселился на Дальний Восток: по сведениям на 1922 год он работал секретарем управления внутренними делами Временного Приамурского правительства во Владивостоке. После этого Александр Юрьевич оказался в эмиграции в Китае (Шанхай). В 1924 году он прибыл в Королевство сербов, хорватов и словенцев (КСХС), на пароходе «Портос» — стал членом местного общества русских офицеров Генерального штаба. Проживал и работал учителем в селе Ульма.
В мае 1925 года Александр Лейбург обратился в военный отдел Русского заграничного исторического архива (РЗИА) в Праге с вопросами о приобретении своей рукописи о боях на Южном Урале: в июне архив, руководствуясь положительным отзывов генерала В. В. Чернавина, постановил рукопись приобрести, оценив её в четыре сотни крон. По мнению историка А. В. Ганина, Лейбург зачастую неточен в описании событий, происходивших на соседних фронтах — однако детальное изложений боевых операций Южной, Оренбургской и Отдельной Оренбургской армий представляют интерес.
Позже Лейбург эмигрировал за океан — переехал в США, где жил в Калифорнии. 17 сентября 1966 года он скончался в Голливуде.

## Произведения
- Лейбург А. Ю. Южная армия Восточного фронта в 1919 году (военно-исторический очерк). — Белград, 1925.[9][10]